# Capriva del Friuli
Capriva del Friuli (Caprive in friulano standard, Capriva in variante locale) è un comune italiano di 1 581 abitanti del Friuli-Venezia Giulia.
Fino al 1954 la denominazione ufficiale del comune era Capriva di Cormons, fino al 1923 semplicemente Capriva.

## Geografia fisica
Il comune sorge su un territorio collinare, nella regione del Collio, noto per la sua produzione vitivinicola.

## Origini del nome
L'origine del nome vista la sua posizione geografica molto probabilmente deriva dal latino caput ripae si è tuttavia avanzata anche l'ipotesi che possa derivare dallo sloveno kopriva ("ortica"). Quest'ultima teoria è sostenuta dallo studioso Maurizio Puntin, che parla del fenomeno dialettale, detto akanje, vale a dire la pronuncia della vocale atona o come a, ad es. nel cognome Goriup/Gariup o nei toponimi come Agrada (Pieris) dallo sloveno ograda "recinto", Patoch (Begliano) dallo sloveno potok "roggia", "corso d'acqua" e quindi anche Capriva, dallo sloveno kopriva "ortica", nella pubblicazione Dei nomi dei luoghi. Toponomastica storica del territorio di Monfalcone e del comune di Sagrado.

## Storia
Il territorio era abitato già in epoca romana e passò quindi ai longobardi. Attorno al mille subentrò il Patriarcato di Aquileia, al quale seguì, dopo, il 1428, il dominio veneziano.
Nel XVI secolo Capriva entrò a far parte dei territori degli Asburgo, dove rimase fino alla fine della prima guerra mondiale e al passaggio all'Italia.

### Simboli
Lo stemma e il gonfalone sono stati concessi con decreto del presidente della Repubblica del 11 ottobre 1983.
Il gonfalone è un drappo partito di bianco e di rosso.

## Monumenti e luoghi d'interesse

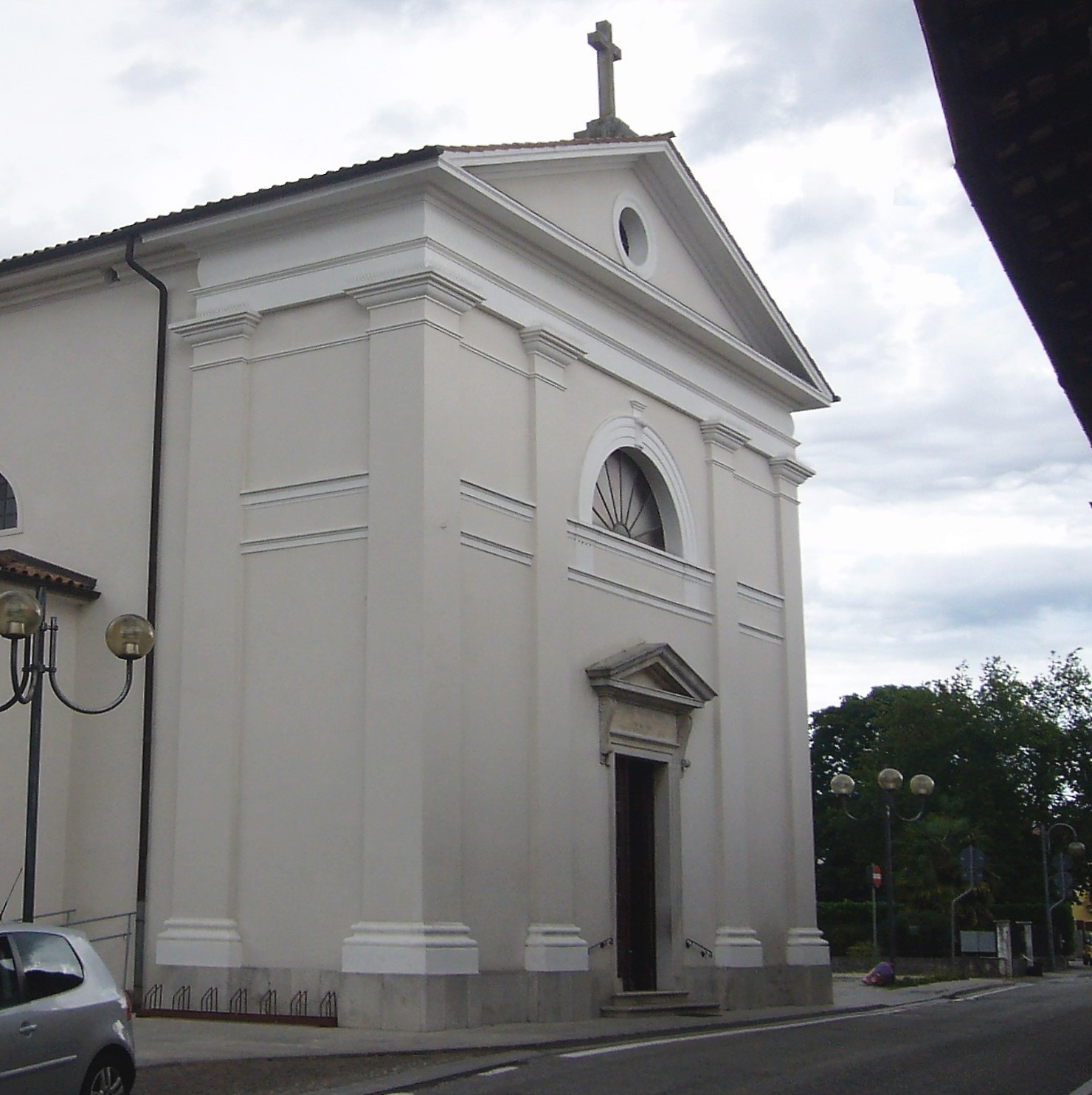
La chiesa parrocchiale

- Castello di Spessa[7], che nel 1773 ospitò Giacomo Casanova. Sito ai margini dell'abitato è stato ampiamente ristrutturato ad inizio 900 su progetto dell'architetto triestino Ruggero Berlam.
- Chiesa parrocchiale del Santissimo Nome di Maria (XIX secolo), che conserva altari barocchi e una fonte battesimale del XVI secolo.
- Chiesa della Santissima Trinità, che custodisce un pregevole altare settecentesco.

## Società

### Evoluzione demografica
Abitanti censiti

### Lingue e dialetti
A Capriva del Friuli, accanto alla lingua italiana, la popolazione utilizza la lingua friulana. Ai sensi della Deliberazione n. 2680 del 3 agosto 2001 della Giunta della Regione Autonoma Friuli-Venezia Giulia, il Comune è inserito nell'ambito territoriale di tutela della lingua friulana ai fini della applicazione della legge 482/99, della legge regionale 15/96 e della legge regionale 29/2007.
La lingua friulana che si parla a Capriva del Friuli rientra fra le varianti appartenenti al friulano goriziano.

## Geografia antropica

### Località
Nel comune di Capriva del Friuli vi sono 5 località: Budignacco, Capriva del Friuli, Russis o Russiz di Sopra, Russis o Russiz di Sotto (11 abitanti) e Spessa o Castello Spessa.

## Amministrazione
| Periodo | Periodo   | Primo cittadino            | Partito         | Carica  | Note |
| ------- | --------- | -------------------------- | --------------- | ------- | ---- |
| 1995    | 2004      | Giuseppino Tonut           | Centro sinistra | Sindaco |      |
| 2004    | 2014      | Antonio Dovigliano Roversi | Centro sinistra | Sindaco |      |
| 2014    | 2019      | Daniele Sergon             | Lista civica    | Sindaco |      |
| 2019    | 2024      | Daniele Sergon             | Lista civica    | Sindaco |      |
| 2024    | in carica | Daniele Sergon             | Lista civica    | Sindaco |      |